# Аквуэгбу, Бенедикт
Бенедикт Аквуэгбу (англ. Benedict Akwuegbu; род. 3 ноября 1974, Лагос) — нигерийский футболист нападающий. Брат Эммануэля Аквуэгбу и дядя Джордана Аканде.

## Клубная карьера
В 15 лет начал свою футбольную карьеру в клубе «Майти Джетс» (Нигерия), вскоре в 17 лет перешёл во французский «Ланс». Затем за 5 лет побывал в бельгийских клубах «Эндрахт Алст», «Харелбеке», «Варегем», «Тинен». В 1998—2004 был нападающим в австрийском клубе «ГАК». В 2004—2006 побывал в австрийских «Кернтене» и «Ваккере», швейцарском «Санкт-Галлене» и немецком «Шпортфройнде». С 2006 по 2008, по большей части, был нападающим в китайских клубах «Тяньцзинь Тэда», «Циндао Чжуннэн», «Бэйцзин Хундэн», не считая греческого «Пансерраикоса» в сезоне 2006/07. Закончил свою карьеру в британском клубе «Бейзингсток Таун».

## Национальная сборная
С 2000 по 2005 год — нападающий нигерийской сборной по футболу, завоевал вместе с командой серебряные медали Кубка африканских наций 2000.